# Tuxpan de Rodríguez Cano
Tuxpan de Rodríguez Cano är en kommunhuvudort i Mexiko.   Den ligger i kommunen Tuxpan och delstaten Veracruz, i den sydöstra delen av landet, 250 km nordost om huvudstaden Mexico City. Tuxpan de Rodríguez Cano ligger 11 meter över havet och antalet invånare är 134 394.
Terrängen runt Tuxpan de Rodríguez Cano är platt. Runt Tuxpan de Rodríguez Cano är det ganska tätbefolkat, med 160 invånare per kvadratkilometer. Tuxpan de Rodríguez Cano är det största samhället i trakten. Trakten runt Tuxpan de Rodríguez Cano består till största delen av jordbruksmark.